# Федоренко Іван Никифорович
Іван Никифорович Федоренко (* 18 серпня 1944, с. Раківщина, Овруцький район, Житомирська область) — український спортивний функціонер. Президент НОК України протягом 1998—2002 років. Директор Виконавчої дирекції з проведення фінальної частини чемпіонату Європи з футболу 2012 року, член НОК України, член Президії Федерації футболу України, Виконкому ФФУ та Комітету з розвитку футболу в регіонах ФФУ. Генерал-майор Збройних сил України. 

## Життєпис
У 1971 році закінчив Київський автодорожній інститут й отримав диплом інженера-механіка. Навчання було перервано трирічною службою в Радянській Армії.
З 1971 до 1979 року працював на керівних посадах у київському тресті «Будмеханізація». У 1980 році закінчив Вищу партійну школу.
У 1980—1997 роках — заступник, перший заступник, голова Центральної Ради ФСТ «Динамо».
1997—2000 — голова Державного комітету з питань фізичної культури та спорту.
У 2000 році — голова Державного комітету молодіжної політики, спорту і туризму України.
У грудні 1998 IX Генеральна асамблея НОК України обрала Івана Федоренка президентом Національного олімпійського комітету. Цю посаду він обіймав до 2002 року. Згодом був першим віце-президентом НОК України.
У 1999 році удостоєний військового звання генерал-майор.
Одружений, має двох дочок.

## Державні нагороди
- Орден «За заслуги» I ст. (2006)[1], II ст. (2004)[2], Почесна відзнака Президента України (1996)[3]
- Заслужений працівник фізичної культури і спорту України (1994)[4]
- Нагороджений орденом «Знак Пошани», медалями «20 років Перемоги у Великій Вітчизняній війні», «За трудову відзнаку», «В пам'ять 1500-річчя Києва», «Ветеран праці», «За бездоганну службу» ІІІ ступеня.